# Calocheiridius crassifemoratus
Espèce
Calocheiridius crassifemoratus est une espèce de pseudoscorpions de la famille des Olpiidae.

## Distribution
Cette espèce se rencontre en Ouganda, au Congo-Kinshasa et au Tchad.

## Liste des sous-espèces
Selon Pseudoscorpions of the World (version 3.0) :
- Calocheiridius crassifemoratus crassifemoratus Beier, 1955 d'Ouganda et du Congo-Kinshasa
- Calocheiridius crassifemoratus moderatus Beier, 1965 du Tchad

## Publications originales
- Beier, 1955 : Pseudoscorpionidea, gesammelt während der schwedischen Expeditionen nach Ostafrika 1937-38 und 1948. Arkiv för Zoologi, sér. 2, vol. 7, p. 527-558.
- Beier, 1965 : Pseudoskorpione aus dem Tschad-Gebiet. Annalen des Naturhistorischen Museums in Wien, vol. 68, p. 365-374 (texte intégral).